# 14. etape af Giro d'Italia 2021
14. etape af Giro d'Italia 2021 er en 205 km lang bjergetape, som køres den 22. maj 2021 med start i Cittadella og mål på Monte Zoncolan. Det er den første af tre etaper i Giro d'Italia 2021, der er vurderet til fem stjerner i sværhedsgrad af løbsarrangørerne. 

## Resultater

### Etaperesultat
| \| Etaperesultat \| Etaperesultat \| Etaperesultat \| Etaperesultat \| Etaperesultat \| \| Rytter \| Rytter \| Hold \| Tid \| \| \| ------------- \| ----------------- \| ------------------ \| ------------- \| ------------- \| \| 1. \| Lorenzo Fortunato \| Eolo-Kometa \| 5t 17' 22" \| \| \| 2. \| Jan Tratnik \| Bahrain Victorious \| + 26" \| \| \| 3. \| Alessandro Covi \| UAE Team Emirates \| + 59" \| \| \| 4. \| Egan Bernal \| Ineos Grenadiers \| + 1' 43" \| \| \| 5. \| Bauke Mollema \| Trek-Segafredo \| + 1' 47" \| \| \| 6. \| Simon Yates \| BikeExchange \| + 1' 54" \| \| \| 7. \| George Bennett \| Jumbo-Visma \| + 2' 10" \| \| \| 8. \| Nelson Oliveira \| Movistar Team \| + 2' 18" \| \| \| 9. \| Daniel Martínez \| Ineos Grenadiers \| + 2' 22" \| \| \| 10. \| Damiano Caruso \| Bahrain Victorious \| + 2' 22" \| \| |                   |                    |            |
| |                   |                    |            |
| Kilde: ProCyclingStats |                   |                    |            |
| Etaperesultat |                   |                    |            |
| Rytter | Rytter            | Hold               | Tid        |
| 1. | Lorenzo Fortunato | Eolo-Kometa        | 5t 17' 22" |
| 2. | Jan Tratnik       | Bahrain Victorious | + 26"      |
| 3. | Alessandro Covi   | UAE Team Emirates  | + 59"      |
| 4. | Egan Bernal       | Ineos Grenadiers   | + 1' 43"   |
| 5. | Bauke Mollema     | Trek-Segafredo     | + 1' 47"   |
| 6. | Simon Yates       | BikeExchange       | + 1' 54"   |
| 7. | George Bennett    | Jumbo-Visma        | + 2' 10"   |
| 8. | Nelson Oliveira   | Movistar Team      | + 2' 18"   |
| 9. | Daniel Martínez   | Ineos Grenadiers   | + 2' 22"   |
| 10. | Damiano Caruso    | Bahrain Victorious | + 2' 22"   |

### Klassement efter etapen
| \| Samlede stilling \| Samlede stilling \| Samlede stilling \| Samlede stilling \| Samlede stilling \| \| Rytter \| Rytter \| Hold \| Tid \| \| \| ---------------- \| ---------------- \| --------------------- \| ---------------- \| ---------------- \| \| 1. \| Egan Bernal \| Ineos Grenadiers \| 58t 30' 47" \| \| \| 2. \| Simon Yates \| BikeExchange \| + 1' 33" \| \| \| 3. \| Damiano Caruso \| Bahrain Victorious \| + 1' 51" \| \| \| 4. \| Aleksandr Vlasov \| Astana-Premier Tech \| + 1' 57" \| \| \| 5. \| Hugh Carthy \| EF Education-Nippo \| + 2' 11" \| \| \| 6. \| Emanuel Buchmann \| Bora-Hansgrohe \| + 2' 36" \| \| \| 7. \| Giulio Ciccone \| Trek-Segafredo \| + 3' 03" \| \| \| 8. \| Remco Evenepoel \| Deceuninck-Quick Step \| + 3' 52" \| \| \| 9. \| Daniel Martínez \| Ineos Grenadiers \| + 3' 54" \| \| \| 10. \| Romain Bardet \| Team DSM \| + 4' 31" \| \| |                  |                       |             |
| |                  |                       |             |
| Kilde: ProCyclingStats |                  |                       |             |
| Samlede stilling |                  |                       |             |
| Rytter | Rytter           | Hold                  | Tid         |
| 1. | Egan Bernal      | Ineos Grenadiers      | 58t 30' 47" |
| 2. | Simon Yates      | BikeExchange          | + 1' 33"    |
| 3. | Damiano Caruso   | Bahrain Victorious    | + 1' 51"    |
| 4. | Aleksandr Vlasov | Astana-Premier Tech   | + 1' 57"    |
| 5. | Hugh Carthy      | EF Education-Nippo    | + 2' 11"    |
| 6. | Emanuel Buchmann | Bora-Hansgrohe        | + 2' 36"    |
| 7. | Giulio Ciccone   | Trek-Segafredo        | + 3' 03"    |
| 8. | Remco Evenepoel  | Deceuninck-Quick Step | + 3' 52"    |
| 9. | Daniel Martínez  | Ineos Grenadiers      | + 3' 54"    |
| 10. | Romain Bardet    | Team DSM              | + 4' 31"    |

| Pointkonkurrence | Pointkonkurrence  | Pointkonkurrence                   | Pointkonkurrence | Pointkonkurrence |
| Rytter           | Rytter            | Hold                               | Point            |                  |
| ---------------- | ----------------- | ---------------------------------- | ---------------- | ---------------- |
| 1.               | Peter Sagan       | Bora-Hansgrohe                     | 135 point        |                  |
| 2.               | Giacomo Nizzolo   | Qhubeka Assos                      | 126 point        |                  |
| 3.               | Davide Cimolai    | Israel Start-Up Nation             | 113 point        |                  |
| 4.               | Fernando Gaviria  | UAE Team Emirates                  | 110 point        |                  |
| 5.               | Elia Viviani      | Cofidis                            | 86 point         |                  |
| 6.               | Edoardo Affini    | Jumbo-Visma                        | 50 point         |                  |
| 7.               | Umberto Marengo   | Bardiani CSF Faizanè               | 45 point         |                  |
| 8.               | Matteo Moschetti  | Trek-Segafredo                     | 44 point         |                  |
| 9.               | Francesco Gavazzi | Eolo-Kometa                        | 42 point         |                  |
| 10.              | Andrea Pasqualon  | Intermarché-Wanty-Gobert Matériaux | 41 point         |                  |

| Pointkonkurrence | Pointkonkurrence  | Pointkonkurrence                   | Pointkonkurrence | Pointkonkurrence |
| Rytter           | Rytter            | Hold                               | Point            |                  |
| ---------------- | ----------------- | ---------------------------------- | ---------------- | ---------------- |
| 1.               | Peter Sagan       | Bora-Hansgrohe                     | 135 point        |                  |
| 2.               | Giacomo Nizzolo   | Qhubeka Assos                      | 126 point        |                  |
| 3.               | Davide Cimolai    | Israel Start-Up Nation             | 113 point        |                  |
| 4.               | Fernando Gaviria  | UAE Team Emirates                  | 110 point        |                  |
| 5.               | Elia Viviani      | Cofidis                            | 86 point         |                  |
| 6.               | Edoardo Affini    | Jumbo-Visma                        | 50 point         |                  |
| 7.               | Umberto Marengo   | Bardiani CSF Faizanè               | 45 point         |                  |
| 8.               | Matteo Moschetti  | Trek-Segafredo                     | 44 point         |                  |
| 9.               | Francesco Gavazzi | Eolo-Kometa                        | 42 point         |                  |
| 10.              | Andrea Pasqualon  | Intermarché-Wanty-Gobert Matériaux | 41 point         |                  |

| Bjergkonkurrence | Bjergkonkurrence  | Bjergkonkurrence   | Bjergkonkurrence | Bjergkonkurrence |
| Rytter           | Rytter            | Hold               | Point            |                  |
| ---------------- | ----------------- | ------------------ | ---------------- | ---------------- |
| 1.               | Geoffrey Bouchard | AG2R Citroën Team  | 96 point         |                  |
| 2.               | Egan Bernal       | Ineos Grenadiers   | 57 point         |                  |
| 3.               | Bauke Mollema     | Trek-Segafredo     | 50 point         |                  |
| 4.               | Lorenzo Fortunato | Eolo-Kometa        | 40 point         |                  |
| 5.               | Jan Tratnik       | Bahrain Victorious | 26 point         |                  |
| 6.               | Kobe Goossens     | Lotto-Soudal       | 24 point         |                  |
| 7.               | Giulio Ciccone    | Trek-Segafredo     | 20 point         |                  |
| 8.               | Francesco Gavazzi | Eolo-Kometa        | 17 point         |                  |
| 9.               | Alessandro Covi   | UAE Team Emirates  | 17 point         |                  |
| 10.              | Vincenzo Albanese | Eolo-Kometa        | 16 point         |                  |

| Bjergkonkurrence | Bjergkonkurrence  | Bjergkonkurrence   | Bjergkonkurrence | Bjergkonkurrence |
| Rytter           | Rytter            | Hold               | Point            |                  |
| ---------------- | ----------------- | ------------------ | ---------------- | ---------------- |
| 1.               | Geoffrey Bouchard | AG2R Citroën Team  | 96 point         |                  |
| 2.               | Egan Bernal       | Ineos Grenadiers   | 57 point         |                  |
| 3.               | Bauke Mollema     | Trek-Segafredo     | 50 point         |                  |
| 4.               | Lorenzo Fortunato | Eolo-Kometa        | 40 point         |                  |
| 5.               | Jan Tratnik       | Bahrain Victorious | 26 point         |                  |
| 6.               | Kobe Goossens     | Lotto-Soudal       | 24 point         |                  |
| 7.               | Giulio Ciccone    | Trek-Segafredo     | 20 point         |                  |
| 8.               | Francesco Gavazzi | Eolo-Kometa        | 17 point         |                  |
| 9.               | Alessandro Covi   | UAE Team Emirates  | 17 point         |                  |
| 10.              | Vincenzo Albanese | Eolo-Kometa        | 16 point         |                  |

| Ungdomskonkurrence | Ungdomskonkurrence | Ungdomskonkurrence    | Ungdomskonkurrence | Ungdomskonkurrence |
| Rytter             | Rytter             | Hold                  | Tid                |                    |
| ------------------ | ------------------ | --------------------- | ------------------ | ------------------ |
| 1.                 | Egan Bernal        | Ineos Grenadiers      | 58t 30' 47"        |                    |
| 2.                 | Aleksandr Vlasov   | Astana-Premier Tech   | + 1' 57"           |                    |
| 3.                 | Remco Evenepoel    | Deceuninck-Quick Step | + 3' 52"           |                    |
| 4.                 | Daniel Martínez    | Ineos Grenadiers      | + 3' 54"           |                    |
| 5.                 | Tobias Foss        | Jumbo-Visma           | + 5' 37"           |                    |
| 6.                 | Attila Valter      | Groupama-FDJ          | + 7' 49"           |                    |
| 7.                 | João Almeida       | Deceuninck-Quick Step | + 8' 32"           |                    |
| 8.                 | Lorenzo Fortunato  | Eolo-Kometa           | + 28' 33"          |                    |
| 9.                 | Alessandro Covi    | UAE Team Emirates     | + 44' 14"          |                    |
| 10.                | Einer Rubio        | Movistar Team         | + 46' 52"          |                    |

| Ungdomskonkurrence | Ungdomskonkurrence | Ungdomskonkurrence    | Ungdomskonkurrence | Ungdomskonkurrence |
| Rytter             | Rytter             | Hold                  | Tid                |                    |
| ------------------ | ------------------ | --------------------- | ------------------ | ------------------ |
| 1.                 | Egan Bernal        | Ineos Grenadiers      | 58t 30' 47"        |                    |
| 2.                 | Aleksandr Vlasov   | Astana-Premier Tech   | + 1' 57"           |                    |
| 3.                 | Remco Evenepoel    | Deceuninck-Quick Step | + 3' 52"           |                    |
| 4.                 | Daniel Martínez    | Ineos Grenadiers      | + 3' 54"           |                    |
| 5.                 | Tobias Foss        | Jumbo-Visma           | + 5' 37"           |                    |
| 6.                 | Attila Valter      | Groupama-FDJ          | + 7' 49"           |                    |
| 7.                 | João Almeida       | Deceuninck-Quick Step | + 8' 32"           |                    |
| 8.                 | Lorenzo Fortunato  | Eolo-Kometa           | + 28' 33"          |                    |
| 9.                 | Alessandro Covi    | UAE Team Emirates     | + 44' 14"          |                    |
| 10.                | Einer Rubio        | Movistar Team         | + 46' 52"          |                    |

| Holdkonkurrence | Holdkonkurrence       | Holdkonkurrence | Holdkonkurrence |
| Hold            | Hold                  | Tid             |                 |
| --------------- | --------------------- | --------------- | --------------- |
| 1.              | Ineos Grenadiers      | 175t 45' 25"    |                 |
| 2.              | Trek-Segafredo        | + 7' 00"        |                 |
| 3.              | Team BikeExchange     | + 8' 04"        |                 |
| 4.              | EF Education-Nippo    | + 17' 35"       |                 |
| 5.              | Jumbo-Visma           | + 19' 32"       |                 |
| 6.              | Team DSM              | + 26' 35"       |                 |
| 7.              | Deceuninck-Quick Step | + 26' 56"       |                 |
| 8.              | Bahrain Victorious    | + 32' 15"       |                 |
| 9.              | Movistar Team         | + 38' 32"       |                 |
| 10.             | Astana-Premier Tech   | + 43' 42"       |                 |

| Holdkonkurrence | Holdkonkurrence       | Holdkonkurrence | Holdkonkurrence |
| Hold            | Hold                  | Tid             |                 |
| --------------- | --------------------- | --------------- | --------------- |
| 1.              | Ineos Grenadiers      | 175t 45' 25"    |                 |
| 2.              | Trek-Segafredo        | + 7' 00"        |                 |
| 3.              | Team BikeExchange     | + 8' 04"        |                 |
| 4.              | EF Education-Nippo    | + 17' 35"       |                 |
| 5.              | Jumbo-Visma           | + 19' 32"       |                 |
| 6.              | Team DSM              | + 26' 35"       |                 |
| 7.              | Deceuninck-Quick Step | + 26' 56"       |                 |
| 8.              | Bahrain Victorious    | + 32' 15"       |                 |
| 9.              | Movistar Team         | + 38' 32"       |                 |
| 10.             | Astana-Premier Tech   | + 43' 42"       |                 |